# Jonathan Maruani
Pour les articles homonymes, voir Maruani.
Jonathan Maruani, né le 19 avril 1987 à Sarcelles, est un karatéka français.
Membre de l'équipe de France de karaté, il est médaillé de bronze en kata par équipe aux Championnats d'Europe de karaté 2009 et de 2011 ainsi qu'aux Championnats du monde de karaté 2012. Il est aussi champion de France en 2019.
En 2019, il participe à de nombreuses compétitions afin de concourir aux Jeux olympiques d'été de 2020.